# 欧金翅雀

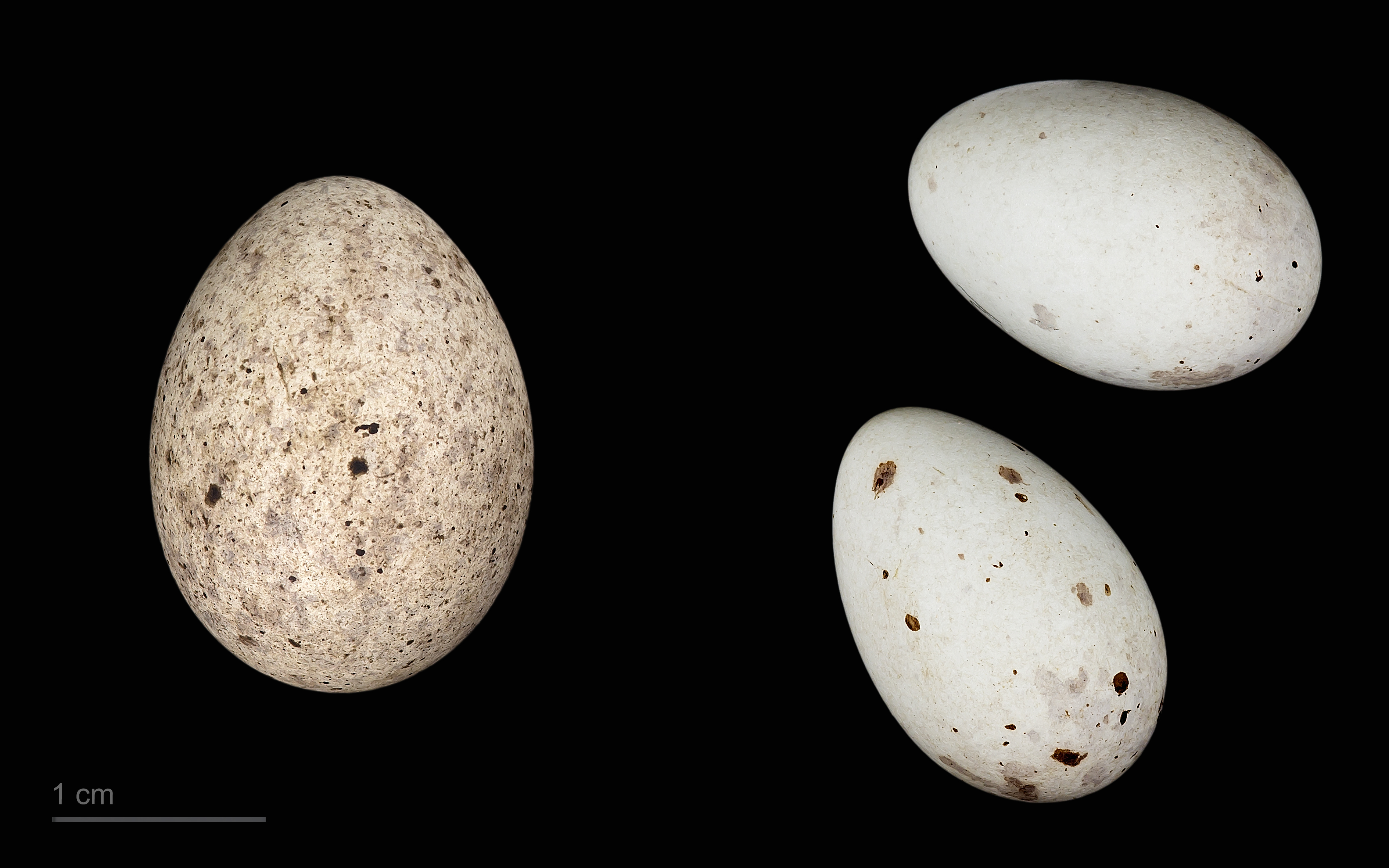
卵 Cuculus canorus bangsi 在巢中 Carduelis chloris

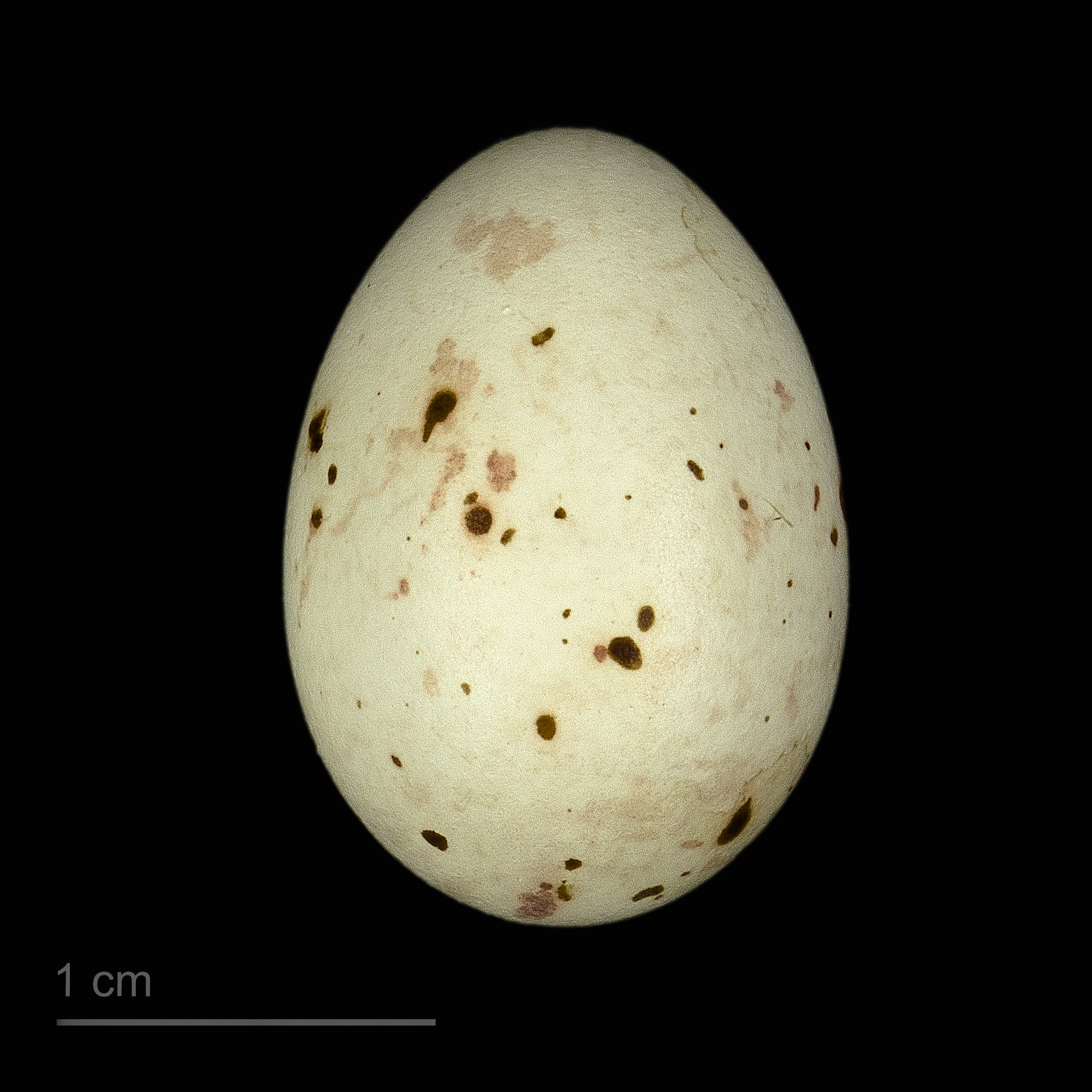
卵 Chloris chloris aurantiiventris

欧金翅雀（英語：European greenfinch，或，學名：Chloris chloris）是一种鸟类，广泛分布于欧洲、北非和西南亚洲地区。欧金翅雀是一种留鸟，但位于最北的种群会向南部迁徙。